# Magnolia (Illinois)
Magnolia es una villa ubicada en el condado de Putnam en el estado estadounidense de Illinois. En el Censo de 2010 tenía una población de 260 habitantes y una densidad poblacional de 307,93 personas por km².

## Geografía
Magnolia se encuentra ubicada en las coordenadas 41°6′50″N 89°11′45″O / 41.11389, -89.19583. Según la Oficina del Censo de los Estados Unidos, Magnolia tiene una superficie total de 0.84 km², de la cual 0.84 km² corresponden a tierra firme y (0%) 0 km² es agua.

## Demografía
Según el censo de 2010, había 260 personas residiendo en Magnolia. La densidad de población era de 307,93 hab./km². De los 260 habitantes, Magnolia estaba compuesto por el 98.85% blancos, el 0% eran afroamericanos, el 0% eran amerindios, el 0% eran asiáticos, el 0% eran isleños del Pacífico, el 0.38% eran de otras razas y el 0.77% pertenecían a dos o más razas. Del total de la población el 4.23% eran hispanos o latinos de cualquier raza.